# Кар'єр (Тавдинський міський округ)
Кар'є́р (рос. Карьер) — селище у складі Тавдинського міського округу Свердловської області.
Населення — 167 осіб (2010, 243 у 2002).
Національний склад населення станом на 2002 рік: росіяни — 92 %.
Стара назва — Кар'єр, потім селище було перейменовано у Піщаний, а 2006 року отримав сучасну назву.